# Enson2
ENSON2 é o quarto álbum de estúdio da carreira solo de Masaaki Endoh. Foi lançado em 17 de dezembro de 2008 pela Lantis e possui 13 faixas.

## Produção
O título do álbum é uma mistura do nome do cantor, Endoh, com anison. O projeto é composto de covers de músicas de anime e tokusatsu, tanto de outros cantores como de si próprio. A ideia da capa veio do apelido do cantor, "O Jovem Leão das Anisons".

## Recepção
Sobre o álbum, o CD Journal disse que "Endoh faz covers com desempenho que se destaca e sua habilidade vocal." Também chamou os novos arranjos de "refrescantes".
O álbum chegou à 72ª posição da Billboard Japan, e ficou seis semanas no Oricon Albums Chart, chegando à 50ª posição.

## Faixas
| N.º            | Título                                                                                                  | Letras                            | Música                      | Arranjo           | Duração |  |
| 1.             | "ETERNAL BLAZE" (cover de Nana Mizuki, de Maho Shojo Lyrical Nanoha A's)                                | N. Mizuki                         | Noriyasu Agematsu           | Kenichi Sudo      | 5:32    |  |
| 2.             | "Uninstall" (cover de Chiaki Ishikawa, de Bokurano)                                                     | C. Ishikawa                       | C. Ishikawa                 | Hijiri Anze       | 5:02    |  |
| 3.             | "Sorairo Days" (cover de Shoko Nakagawa, de Tengen Toppa Gurren-Lagann)                                 | meg rock                          | Shinya Saito                | R・O・N           | 4:24    |  |
| 4.             | "Yuzurenai Negai" (cover de Naomi Tamura, de Guerreiras Mágicas de Rayearth)                            | N. Tamura                         | Hiroto Ishikawa e N. Tamura | Junpei Fujita     | 3:48    |  |
| 5.             | "Tori no Uta" (cover de Lia, de Air - The Movie)                                                        | Jun Maeda                         | Shinji Orito                | Ryosuke Nakanishi | 6:43    |  |
| 6.             | "Kinnikuman Go Fight!" (cover de Akira Kushida, de Kinnikuman)                                          | Yukinojo Mori                     | Yoko Kanno                  | J. Fujita         | 5:00    |  |
| 7.             | "Go Tight!" (cover de AKINO, de Sousei no Aquarion)                                                     | Yuho Iwasato                      | Y. Kanno                    | J. Fujita         | 4:57    |  |
| 8.             | "Yatsura no Ashioto no Ballade" (cover de Etsuro Wakakonai, de Hajime Ningen Gyatols)                   | Shinji Sonoyama                   | Hiroshi Kamayatsu           | Hiroshi Imaizumi  | 5:07    |  |
| 9.             | "God knows..." (cover de Aya Hirano, de Suzumiya Haruhi no Yūutsu)                                      | Aki Hata                          | Satoru Kosaki               | Masaki Suzuki     | 4:33    |  |
| 10.            | "Ultra Seven no Uta" (cover de The Echoes & Coral Infantil de Misuzu, de Ultraseven)                    | Kyoichi Azuma                     | Tooru Fuyuki                | Kazuo Nobuta      | 2:43    |  |
| 11.            | "Sketch Switch" (cover de Kana Asumi, Yuuko Goto, Kaori Mizuhashi e Ryoko Shintani, de Hidamari Sketch) | Reito Akino                       | Hiroyuki Maezawa            | S. Kosaki         | 4:56    |  |
| 12.            | "Galaxy Express 999" (cover de Godiego, de Galaxy Express 999)                                          | Yoko Narahashi e Keisuke Yamakawa | Yukihide Takekawa           | Nijine            | 3:48    |  |
| 13.            | "Good-bye to Yesterday" (original do próprio Endoh, de Cybaster)                                        | Masaaki Endoh                     | M. Endoh                    | Hironobu Kageyama | 4:30    |  |
| Duração total: | Duração total:                                                                                          | Duração total:                    | Duração total:              | Duração total:    | 61:03   |  |